# HNoMS Norge

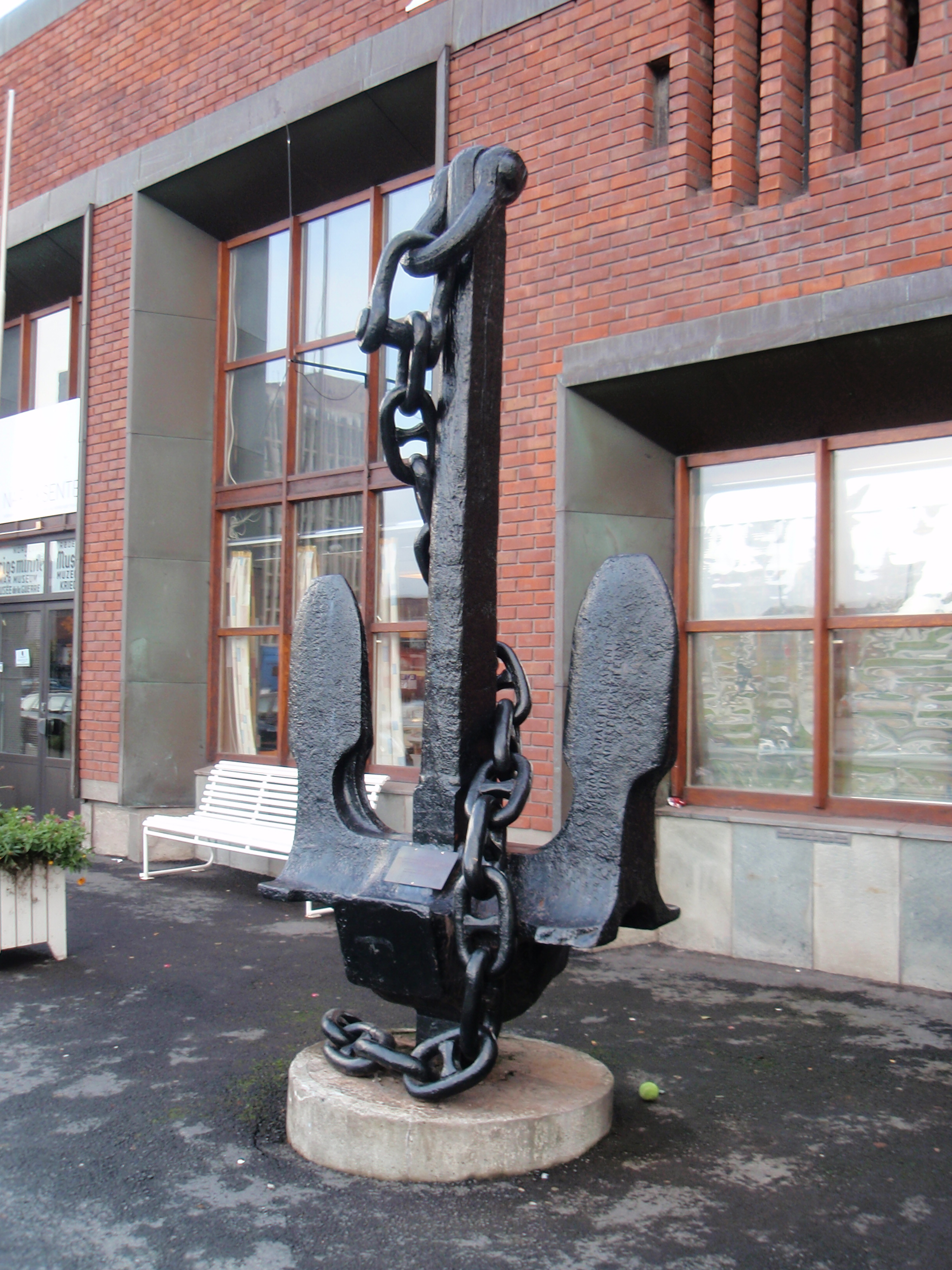
A Norge hadihajó kiemelt horgonya a Narviki háborús múzeumban

Az HNoMS Norge egy norvég parti páncélos hadihajó volt. A 19. század legvégén kezdték el építeni és a második világháborúig állt szolgálatban, amikor is egy német romboló, a Z11 Bernd von Arnim elsüllyesztette torpedóival.

## Története

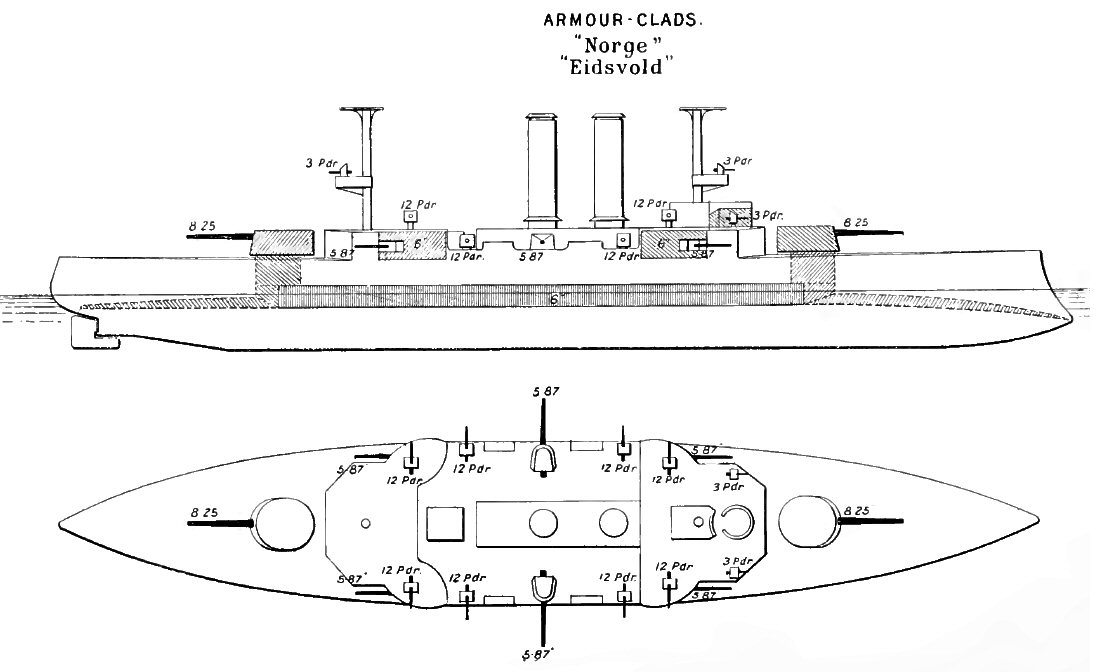
A Norge alaprajza

A Norge nevű hadihajót a 19. század legutolsó évében, 1899-ben kezdték el építeni. Egy évvel később már hadrendbe is állították, de a munkálatok csak 1901-ben fejeződtek be. A Norge lényegében a kor sorhajóinak kicsinyített másaként a skandináv haditengerészetek tipikus parti páncélosa volt. A Norvég flotta szolgálatában volt, de aktív harci tevékenységre a második világháborúig kellett várnia. 1940. április 9-én német hadihajók jelentek meg a norvég partoknál, az invázió fedezetére készülve. Az öreg parti páncélos Narvik előtt őrködött, és szembe találta magát Bonte sorhajókapitány rombolórajával. A Norge azonnal tüzet nyitott a betolakodókra, válaszképp a német Bernd von Arnim romboló több torpedót is kilőtt a norvég páncélosra és ezekből kettő is telibe találta a Norgét. A parti páncélos hadihajó felrobbant és elsüllyedt.

## Technikai adatok
- vízkiszorítás:3645 t vagy 4300 t (max.)
- hossz: 94,6 m
- szélesség: 15,7 m
- merülés: 5,4 m
- hajtómű: 2 db gőzgép 
 2 db Yarrow-kazán
- üzemanyag: szén, 590 t
- teljesítmény: 5170 LE (3800 kW)
- sebesség: 17 cs (max.)
- hatótávolság: 7300 tmf/10 cs
- fegyverzet: 2 db 21 cm-es L/44 ágyú 
 6 db 15,2 cm-es I/45 ágyú 
  8 db 7,6 cm-es ágyú 
 6 db 4,7 cm-es ágyú 
 2 db 45 cm-es torpedó
- legénység: 261 fő

## Külső hivatkozások
- Korabeli felvétel a Panserskip "Norge"-ról. youtube.com. (Hozzáférés: 2011. június 19.)
- DET TYSKE ANGREP I OFOTFJORDEN. P/S "Eidsvold" senkes: (norvég nyelven). vrakdykking.com. [2005. április 4-i dátummal az eredetiből archiválva]. (Hozzáférés: 2011. június 19.)